# Panaxia magna
Panaxia magna är en fjärilsart som beskrevs av Spuler-hofmann 1910. Panaxia magna ingår i släktet Panaxia och familjen björnspinnare. Inga underarter finns listade i Catalogue of Life.